# El Palmito, San Luis Potosí
El Palmito är en ort i Mexiko.   Den ligger i kommunen Tamazunchale och delstaten San Luis Potosí, i den sydöstra delen av landet, 210 km norr om huvudstaden Mexico City. El Palmito ligger 155 meter över havet och antalet invånare är 902.
Terrängen runt El Palmito är kuperad åt nordväst, men åt sydost är den platt. Runt El Palmito är det ganska tätbefolkat, med 86 invånare per kvadratkilometer. Närmaste större samhälle är Tamazunchale, 8,4 km väster om El Palmito. I omgivningarna runt El Palmito växer huvudsakligen savannskog.